# 藤泽市藤泽浮世绘馆
藤泽市藤泽浮世绘馆（日语：藤沢市藤澤浮世絵館、ふじさわしふじさわうきよえかん），是位于日本神奈川县藤泽市的美术馆，以展出浮世绘及当地历史资料为主。

## 简介
藤泽市藤泽浮世绘馆于2016年7月开馆，旨在展示藤泽市收集的浮世绘等历史材料，藏品大部分来自经济学家吴文炳，故以其收藏重点江之島相关的作品数量较多。
开馆后一年间的参观者数量较预期增加1倍，达4万人。浮世绘展示于画框中，可近距离观赏。也有体验活动。